# منوفارسی
منو فارسی هشتگی اعتراضی است که با حمایت برخی رسانه‌ها با قصد بیان گلایه‌های ایرانیان غیرفارسی زبان از مشکلاتی است که در به‌کارگیری زبان فارسی یا تبعیض در استفاده از این زبان تجربه کرده‌اند. این هشتگ در توئیتر و اینستاگرام دنبال می‌شود. در مقابل این هشتگ و مخالفان آن با استفاده از همین هشتگ و هشتگ «قند پارسی» پاسخ می‌دهند. این هشتگ نخستین بار توسط اکانتی تازه‌ساخت زده شد و نخستین بار توسط العربیه خبر آن منتشر گشت. خبرگزاری‌های جمهوری اسلامی ایران این هشتگ را توطئه انگلیس دانستند.

## مفهوم
| العربیه فارسی | توییتر |
| @AlArabiya_fa |        |

             کارزار توییتری رنج به‌دلیل زبان مادری با هشتگ #منوفارسی https://ara.tv/cjgmn #العربیه_فارسی.
         

        ۲ فوریه ۲۰۲۲

صفحه العربیه فارسی در توییتر لینک کارزاری توییتری با عنوان «رنج به دلیل زبان مادری با هشتگ #منوفارسی» را به اشتراک گذاشت.
تعدادی از کاربران شبکه‌های اجتماعی که زبان مادری آنان غیر از فارسی، زبان رسمی و ملی حاکم بر ایران است، از روز یکشنبه ۳۰ ژانویه به اشتراک‌گذاری تجربه‌های تلخ خود از دوران تحصیل و نیز تحقیرهایی که به خاطر داشتن لهجه با آن مواجه بوده‌اند، را آغاز کردند.
بررسی‌های خبرنگار ایسنا به واسطه ابزارهای تحت وب "trackmyhashtag" و "brandmentions" و "hashtagify" نشان می‌دهد که میزان ترند این هشتگ از عدد ۸ در یک ماه اخیر به ۴۴٫۷ در یک هفته اخیر رسیده‌است. همچنین، در یک هفته اخیر میزان لایک‌های این هشتگ به ۱۷۲٫۱ هزار، میزان به اشتراک‌گذاری آن به ۵٫۹ هزار و میزان مشارکت در آن به ۱۸۶هزار رسیده‌است و بیشترین میزان هشتگ‌های مرتبط شناخته‌شده با «منوفارسی»: «قند_پارسی»، «منو_فارسی»، «ترکان_صفوی»، «ایران»، «ایران_جعلی»، «عیران_جعلی» و… است. همچنین در ابرکلمات این هشتگ عباراتی چون «بدنبال حذف»، «اقوام ایرانی»، «حذف زبان»، «زبان تحصیلی» و… بیشتر دیده می‌شوند.
بررسی‌ها نشان می‌دهد که حدود ۸۷ درصد از مطالبی که با این هشتگ منتشر شدند به زبان فارسی، حدود ۱۰ درصد به زبان انگلیسی، حدود ۲ درصد به زبان ترکی آذربایجانی و کمتر از یک درصد به زبان ترکی بوده‌اند.

## واکنش‌ها
بیشتر رسانه‌های داخل ایران به این هشتگ تاختند و آن را توطئه خواندند. خبرگزاری‌های ایران مانند خبرگزاری فارس و روزنامه جام جم آن را توطئه انگلیس خواندند. ایسنا مخرج مشترک توییت کنندگان را ابتذال و ضدایرانی بودن دانست.

### موافقان
کاربران با هشتگ#منوفارسی و نوشتن رنج‌های زیسته خود در سیستم تک زبانه ایران نسبت به تبعیض و تضییع حقوق زبانی خود اعتراض کردند. هزاران نفر که زبان مادری آن‌ها غیر از فارسی است، روایت‌هایی از درد و رنج خود در رابطه با زبان فارسی و تحقیر و تبعیض ناشی از غیرفارس بودن را در شبکه‌های اجتماعی با هشتگ «منوفارسی» منتشر کرده‌اند. سایت کمپین «پایان تک‌زبانی» مبتکر این حرکت بوده‌است.
سویل سلیمانی، فعال مدنی ترک آذربایجانی، می‌گوید: «این کمپین به منظور آگاهی‌رسانی از تبعیض سیستماتیک و ساختاری علیه مردمان غیرفارس راه‌اندازی شده و روایت‌گر درد و رنج مردمان غیرفارس در جامعه‌ای است که تنها زبان فارسی، زبان رسمی و قابل آموزش است.»
شبکه بی‌بی‌سی فارسی در یکی از برنامه‌های خود با اعلام کارزاری در شبکه اجتماعی توئیتر با هدف «پایان تک زبانی» به زبان مشترک ایرانی‌ها پرداخت. این شبکه با عنوان کلیدواژه «منوفارسی»، از کابران خواست تا نسبت به مشکلاتی که زبان ملی فارسی برای آنها ایجاد کرده‌است، سخن بگویند. پس از این اقدام با واکنش تند کاربران ایرانی با قومیت‌های مختلف روبه رو شد.

شهروندان غیرفارس از تجربه تحقیر و تمسخر خود در جمع، نسبت دادن کلیشه‌های جنسیتی و اتنیکی به آن‌ها و حتی تبعیض در سیستم آموزشی به واسطه این که فارسی زبان اول آن‌ها نبوده‌است، سخن گفته‌اند. بهروز بوچانی، نویسنده کُرد دربارهٔ این کمپین و هشتگ «منوفارسی» در صفحه توئیتر خود نوشته‌است: «منوفارسی یکی از مهم‌ترین اتفاق‌ها در عرصه فرهنگ عمومی است. 
طی چند ساعت اخیر صدها داستان و خاطره دردناک از تحقیر، توهین و برخوردهای نژادپرستانه نسبت به انسان گیلک، ترک، عرب و دیگران به واسطه این هشتگ ثبت شد. اگر می‌خواهید بدانید که ایران واقعی کجا است، این هشتگ را دنبال کنید.»
مجری رسانه ایران اینترنشنال اخیراً درخصوص محمدرضا شفیعی کدکنی، شاعر، پژوهشگر و استاد دانشگاه تهران چنین توییتی نوشت: «آن ویدیو حیرت‌انگیز شفیعی کدکنی که دست به دست می‌شود سراسر توهین است. چه کسی می‌خواهد من و تو ما نشویم؟ خانه‌اش ویران باد!»

### مخالفان
سرور بختی، رئیس تاجیکستانی مؤسسه فرهنگی اکو زبان فارسی را «یکی از زبان‌های مهم منطقه اکو» دانست و آن را «زبان کشورهای ایران، افغانستان و تاجیکستان و زبان گویش بسیاری در پاکستان و هند» دانست. وی همچنین قلمروی این زبان در تاریخ را «بسیار گسترده» وصف نمود.
محمدصادق خیاطیان، رئیس مرکز بررسی‌های استراتژیک ریاست جمهوری در واکنش به این هشتگ، این کنشگری را «مغرضانه» و یکی از بخش‌های پازل برنامه‌ریزی بلندمدت بدخواهان ایران برای ایجاد شکاف زبانی، قومی و عقیدتی دانست.
عبدالمهدی مستکین، مدیر گروه فرهنگ کمیسیون ملی یونسکو در ایران با اشاره به راه‌اندازی هشتگ منو فارسی، از سوی رسانه‌های ضدایرانی می‌گوید: «اساساً این گونه شبکه‌های ژاژگو و یاوه‌سرا، ارزش پاسخگویی ندارند.»

علی هژبری، کارشناس میراث فرهنگی در بخشی از «مسالک و ممالک» را در واکنش به این ماجرا به اشتراک گذاشت: 
«مردمان گرمسیر ایشان را سه زبان است پارسی که با یکدیگر گویند و اگرچه در ناحیت‌ها تفاوتی باشد همه یکسان بود همه پارسی، زبان یکدیگر بدانند و لغت پوشیده نماند.»